# Lijst van onroerend erfgoed in Nieuwerkerken
Een overzicht van het onroerend erfgoed in de gemeente Nieuwerkerken. Het onroerend erfgoed maakt deel uit van het cultureel erfgoed in België.

## Bouwkundig erfgoed
| Object                               | Erfgoedstatus?                | Bouwjaar of architect | Deelgemeente  | Adres                    | Coördinaten                   | Nummer? | Afbeelding                           |
| ------------------------------------ | ----------------------------- | --------------------- | ------------- | ------------------------ | ----------------------------- | ------- | ------------------------------------ |
| Vakwerkhoeve De Zwarte Stijltjes     | Monument                      |                       | Nieuwerkerken | Diestersteenweg 217      | 50° 52' 28" NB, 5° 11' 11" OL | 22606   | Vakwerkhoeve De Zwarte Stijltjes     |
| Schelfheidewinning                   |                               |                       | Nieuwerkerken | Schelfheidestraat 44     | 50° 52' 22" NB, 5° 10' 58" OL | 22608   | Schelfheidewinning                   |
| Schelfhoeve                          |                               |                       | Nieuwerkerken | Schelfheidestraat 60     | 50° 52' 18" NB, 5° 10' 58" OL | 22609   | Schelfhoeve                          |
| L-vormige hoeve                      |                               |                       | Binderveld    | Hoogstraat 2             | 50° 51' 39" NB, 5° 9' 54" OL  | 22610   | L-vormige hoeve                      |
| Langgestrekte hoeve                  |                               |                       | Nieuwerkerken | Kruisstraat 21           | 50° 51' 52" NB, 5° 10' 18" OL | 22611   | Langgestrekte hoeve                  |
| Parochiekerk Sint-Jan-de-Doper       |                               |                       | Binderveld    | Molenstraat 1            | 50° 51' 38" NB, 5° 9' 54" OL  | 22613   | Parochiekerk Sint-Jan-de-Doper       |
| Pastorie Sint-Jan de Doperparochie   |                               |                       | Binderveld    | Molenstraat 3            | 50° 51' 37" NB, 5° 9' 53" OL  | 22614   | Pastorie Sint-Jan de Doperparochie   |
| Kasteel van Binderveld               |                               |                       | Binderveld    | Molenstraat 31           | 50° 51' 30" NB, 5° 9' 54" OL  | 22615   | Kasteel van Binderveld               |
| Watermolen Elsbroekmolen             | Monument                      |                       | Binderveld    | Molenstraat 81           | 50° 51' 22" NB, 5° 9' 37" OL  | 22616   | Watermolen Elsbroekmolen             |
| Kapel Onze-Lieve-Vrouw van de Koorts |                               |                       | Nieuwerkerken | Raasbeekstraat           | 50° 51' 55" NB, 5° 10' 58" OL | 22617   | Kapel Onze-Lieve-Vrouw van de Koorts |
| Mooshoekwinning                      |                               |                       | Kozen         | Breestraat 54            | 50° 52' 56" NB, 5° 14' 47" OL | 22618   | Mooshoekwinning                      |
| Hoeve losse bestanddelen             |                               |                       | Kozen         | Breestraat 69            | 50° 52' 57" NB, 5° 14' 44" OL | 22620   | Hoeve losse bestanddelen             |
| Duivenhuishof                        |                               |                       | Kozen         | Heiligenbornstraat 59    | 50° 52' 32" NB, 5° 14' 53" OL | 22622   | Duivenhuishof                        |
| Hoeve met losse bestanddelen         |                               |                       | Kozen         | Helstraat 10-12          |                               | 22623   | Hoeve met losse bestanddelen         |
| Parochiekerk Sint-Laurentius         |                               |                       | Kozen         | Opcosenstraat 1          | 50° 52' 29" NB, 5° 14' 22" OL | 22625   | Parochiekerk Sint-Laurentius         |
| Sint-Antoniuskapel                   |                               |                       | Kozen         | Opcosenstraat            | 50° 52' 30" NB, 5° 14' 19" OL | 22626   | Sint-Antoniuskapel                   |
| Pastorie Sint-Laurentiusparochie     | Monument                      |                       | Kozen         | Dorpsstraat 1            | 50° 52' 31" NB, 5° 14' 24" OL | 22627   | Pastorie Sint-Laurentiusparochie     |
| Langgestrekte hoeve                  |                               |                       | Kozen         | Opcosenstraat 30-32, 32A | 50° 52' 26" NB, 5° 14' 15" OL | 22628   | Langgestrekte hoeve                  |
| Vierkantshoeve met kapel             |                               |                       | Kozen         | Opcosenstraat 105        | 50° 52' 20" NB, 5° 14' 2" OL  | 22629   | Vierkantshoeve met kapel             |
| Gesloten hoeve Het Paenhuys          | Monument                      |                       | Kozen         | Weyerstraat 10           | 50° 52' 36" NB, 5° 14' 25" OL | 22630   | Gesloten hoeve Het Paenhuys          |
| Parochiekerk Sint-Pieters-Banden     | orgel                         |                       | Wijer         | Grotestraat 211          | 50° 53' 53" NB, 5° 13' 27" OL | 22633   | Parochiekerk Sint-Pieters-Banden     |
| Kasteel van Wijer                    |                               |                       | Wijer         | Grotestraat 205          | 50° 53' 49" NB, 5° 13' 32" OL | 22638   | Kasteel van Wijer                    |
| Kasteelhoeve                         |                               |                       | Wijer         | Grotestraat 209          | 50° 53' 48" NB, 5° 13' 35" OL | 22639   | Kasteelhoeve                         |
| Langgestrekte hoeve                  |                               |                       | Wijer         | Grotestraat 278          | 50° 53' 32" NB, 5° 13' 11" OL | 22641   | Langgestrekte hoeve                  |
| Semi-gesloten hoeve                  |                               |                       | Wijer         | Opperstraat 94           | 50° 53' 38" NB, 5° 12' 53" OL | 22643   | Semi-gesloten hoeve                  |
| De Schans                            |                               |                       | Wijer         | Schansstraat 26          | 50° 53' 55" NB, 5° 13' 17" OL | 22646   | De Schans                            |
| Hoeve De Kazerne                     |                               |                       | Wijer         | Verlaerstraat 28         | 50° 54' 2" NB, 5° 12' 37" OL  | 22649   | Hoeve De Kazerne                     |
| Langgestrekte hoeve                  |                               |                       | Wijer         | Verlaerstraat 59         | 50° 54' 8" NB, 5° 12' 29" OL  | 22650   | Langgestrekte hoeve                  |
| Parochiekerk Sint-Pieter             |                               |                       | Nieuwerkerken | Kerkstraat 96            | 50° 51' 52" NB, 5° 11' 38" OL | 84289   | Parochiekerk Sint-Pieter             |
| Kasteel van Nieuwerkerken            | Monument: hoevecomplex, kapel |                       | Nieuwerkerken | Kerkstraat 160           | 50° 52' 10" NB, 5° 11' 60" OL | 84292   | Kasteel van Nieuwerkerken            |
| Langgestrekte vakwerkhoeve           | Monument                      |                       | Nieuwerkerken | Tegelrijstraat 8         |                               | 207039  | Langgestrekte vakwerkhoeve           |
| Oorlogsmonument                      | Monument                      |                       | Wijer         | Grotestraat              |                               | 215771  | Oorlogsmonument                      |
| Vakwerkhoeve                         |                               |                       | Nieuwerkerken | Tegelrijstraat 200       |                               | 216468  | Vakwerkhoeve                         |
| Sint-Donatuskapel                    |                               |                       | Nieuwerkerken | Driesstraat              |                               | 300763  | Sint-Donatuskapel                    |